# Oberdorf (Bâle-Campagne)
Pour les articles homonymes, voir Oberdorf.
Oberdorf est une commune suisse du canton de Bâle-Campagne, située dans le district de Waldenburg.

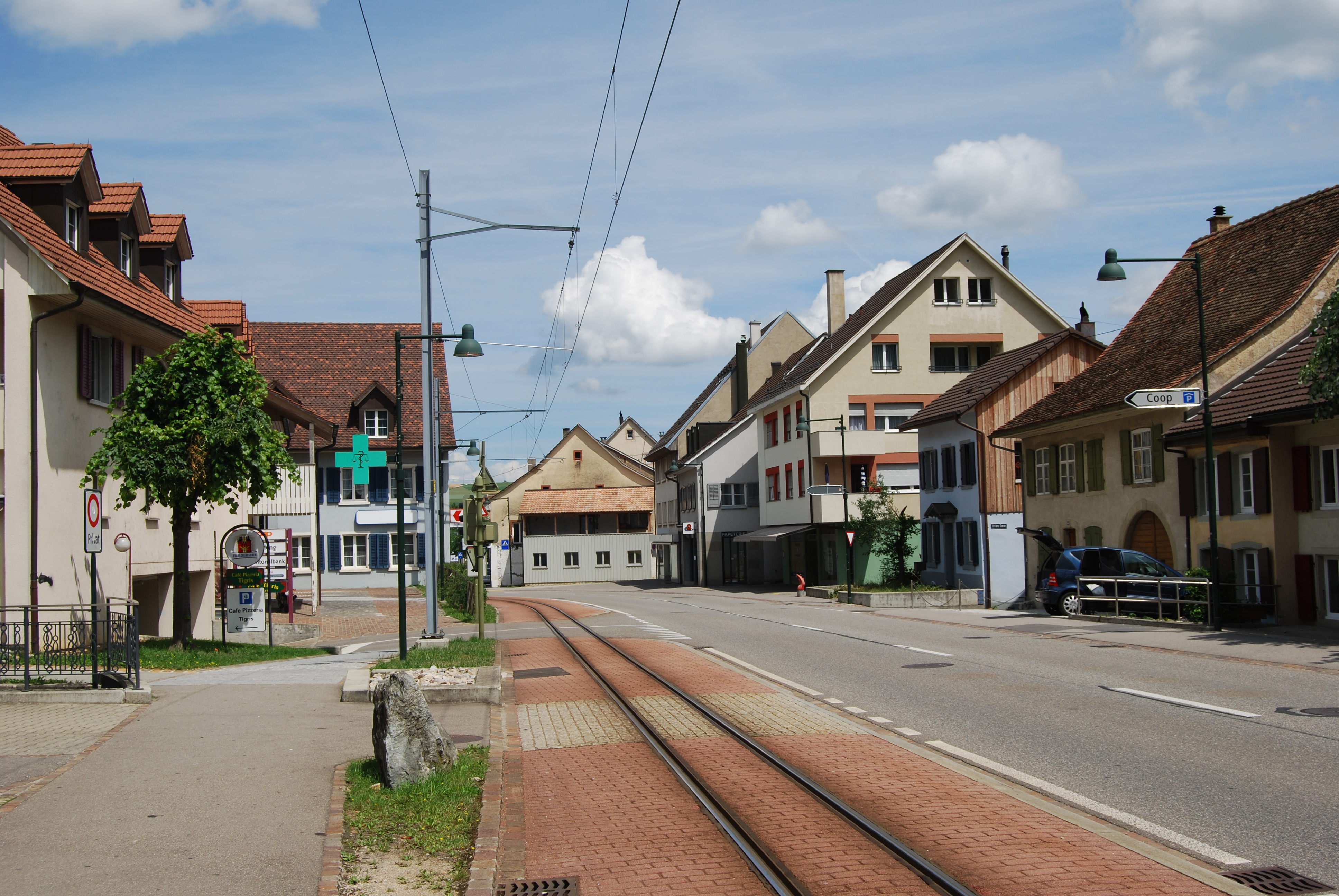
Oberdorf.